# Mariscal López (Asunción)
Mariscal López es un barrio de la ciudad de Asunción, capital de la República del Paraguay.

## Historia
El barrio Mariscal López fue constituyéndose como barrio en los años 40. Anteriormente formaba parte del sector denominado "Tuju Kua", caracterizado por las casas quintas, cuyos terrenos fueron posteriormente loteados. 
Se instalaron pequeñas industrias que originaron empleos para los habitantes del entorno barrial. Su denominación se debe al Mariscal Francisco Solano López quien comandó el ejército paraguayo en la Guerra de la Triple Alianza, integrada por los países Argentina, Brasil y Uruguay. 

## Geografía
El barrio Mariscal López situado en la ciudad de Asunción, capital del Paraguay, dentro de la bahía del Río Paraguay, ciudad cosmopolita, donde confluyen personas de distintas regiones del país y extranjeros que la habitan, ya arraigados en ella.

## Clima
Clima tropical, la temperatura media es de 28 °C en el verano y 19 °C en el invierno presenta el barrio Mariscal López. Vientos predominantes del norte y sur. El promedio anual de precipitaciones es de 1700 mm

## Límites
El barrio Mariscal López tiene como limitantes a las calles Liberación, Daponte y José Gauto y las avenidas Venezuela, Mariscal López y General Santos.
- Al norte limita con el barrio Las Mercedes y el barrio Jara.
- Al sur limita con el barrio Mburicaó.
- Al este limita con el barrio Virgen del Huerto y el barrio Bella Vista.
- Al oeste limita con el barrio General Bernardino Caballero.

## Superficie
El barrio Mariscal López tiene una superficie de 1.57 kilómetros cuadrados. Presenta una topografía uniforme sin elevaciones ni depresiones. El uso del suelo es eminentemente habitacional.

## Vías y Medios de Comunicación
Las principales vías de comunicación del barrio Mariscal López son la Avda. General Santos, la Avda. Brasilia, la Avda. España, la Avda. Mariscal López y la calle Venezuela. 
Operan cuatro canales de televisión abiertos y varias empresas que emiten señales por cable. Se conectan con veinte emisoras de radio que transmiten en frecuencias AM y FM. Cuenta con los servicios telefónicos de Copaco y los de telefonía celular, además cuenta con varios otros medios de comunicación y a todos los lugares llegan los diarios capitalinos

## Transporte
Entre los medios de transporte que circulan por el barrio Mariscal López, se pueden mencionar a las líneas 30, 28, 16, 6, 15, 12 y 31.

## Población
El barrio Mariscal López tiene 6.340 habitantes aproximadamente de los cuales el 60% son mujeres y el 40% son hombres. Su densidad poblacional es de 4.050 habitantes por kilómetro cuadrado aproximadamente.

## Demografía

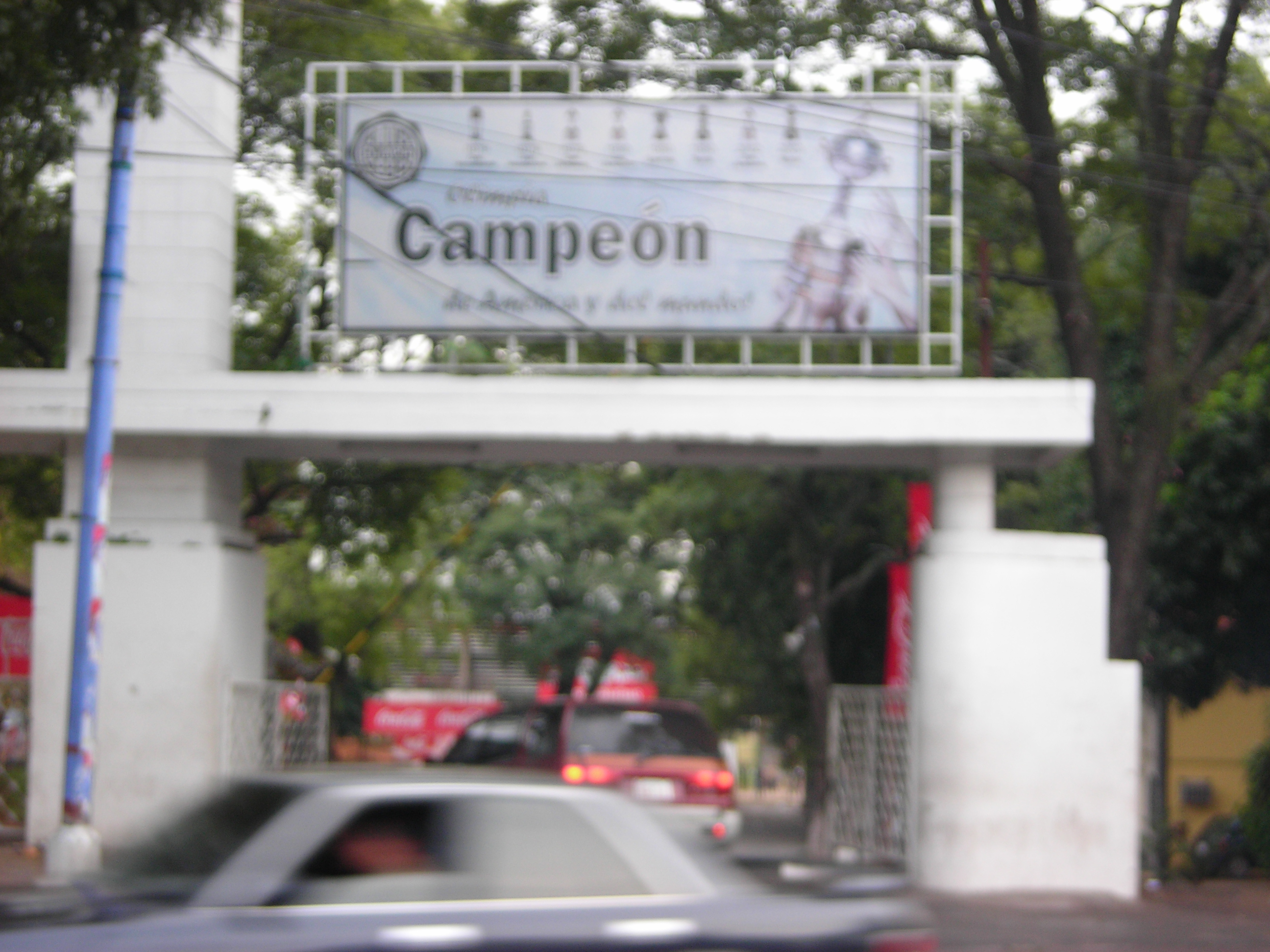
Club Olimpia

El barrio cuenta con 1.430 viviendas aproximadamente.
El porcentaje de cobertura de servicios es el siguiente:
- El 95 % de las viviendas poseen energía eléctrica.
- El 96 % de las viviendas poseen agua corriente.
- El 94 % de las viviendas poseen el servicio de recolección de basura.
- El 80 % de las viviendas poseen red telefónica.

La cobertura sanitaria está dada por un solo sanatorio privado. En cuanto a educación existen un instituto privado y tres instituciones públicas de nivel primario y secundario.
El promedio de habitantes por vivienda es de 4.7. la mayoría de ellas está dentro de la categoría estándar y de lujo con una y dos plantas.
El estrato social predominante es medio y alto, los habitantes son empleados, comerciantes, empresarios, médicos y otros.
Cabe destacar que en el barrio Mariscal López se encuentra la zona más cara de Asunción, denominada El Dorado.

## Principales problemas del barrio
- Ocupación irregular de calles (por parte de más de 30 familias que están en las calles Teniente Ruiz, Daponte y General Delgado desde hace 30 años, aproximadamente).
- Presencia de menores en la calle.
- Falta de titulación de los terrenos.
- Carencia de habilitación de espacios recreativos.
- Venta informal, que abunda en la zona creando en los transeúntes temor e inseguridad.

## Instituciones y Organizaciones existentes
Comisiones vecinales

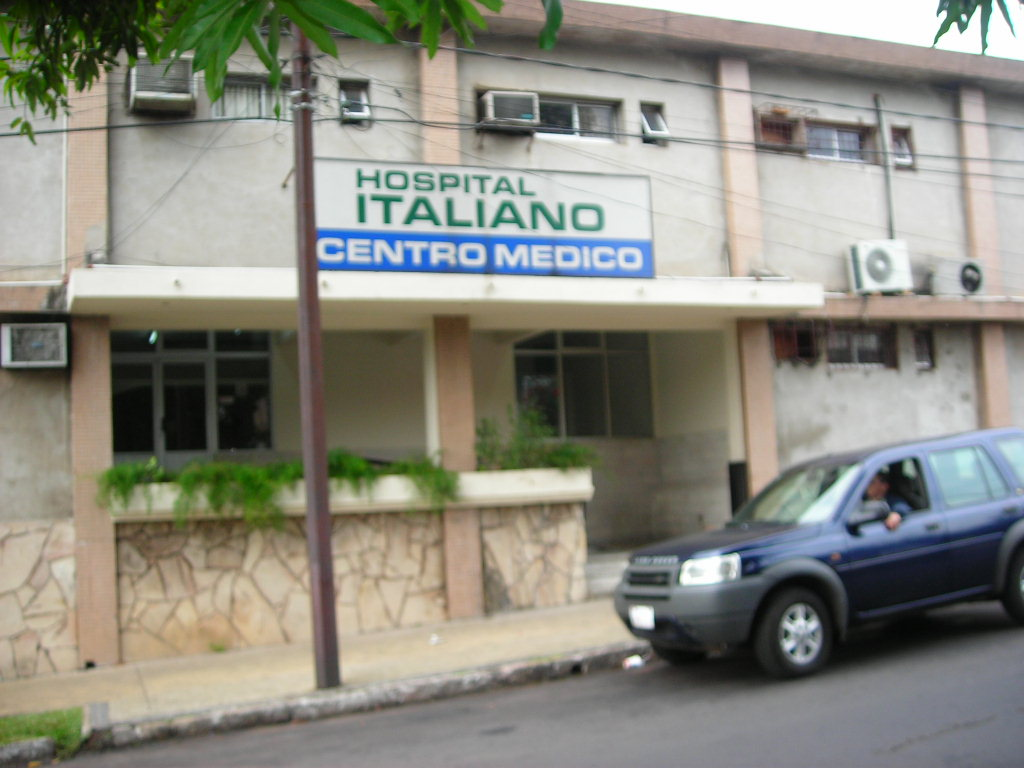
Sanatorio Italiano

No existen comisiones vecinales en el barrio, las que se constituyeron en torno a objetivos específicos al lograrlos quedaron inactivas.
Otras
- Asociación de exalumnos del colegio San José

## Instituciones No Gubernamentales
Deportivas
- Club Olimpia
- Polideportivo León Condou

Médicas
- Sanatorio Italiano
- Epem

Educativas
- Instituto Paz

Religiosas
- Templo de Asunción de la Iglesia de Jesucristo de los Santos de los Últimos Días

## Instituciones Gubernamentales
Policiales
- Cobertura de la Comisaría N.º 19
- Militares
- Club Militar (F.F.A.A.) Fuerzas Armadas de la Nación.

Educativas
- Escuela Adela Speratti
- Escuela y Colegio San Pío
- Colegio Elsa

Municipales
- Plaza Herminio Giménez (ex Ligia Mora Stroessner, esposa del exdictador General Alfredo Stroessner)